# Ibaraki (Osaka)
Ibaraki (茨木市 -shi) é uma cidade japonesa localizada na província de Osaka.
Em 2003 a cidade tinha uma população estimada em 262 516 habitantes e uma densidade populacional de 3 430,68 h/km². Tem uma área total de 76,52 km².
Recebeu o estatuto de cidade a 1 de Janeiro de 1948.